# 1858 في فنزويلا
فيما يلي قوائم الأحداث التي وقعت خلال عام 1858 في فنزويلا.

## سياسة

### تعيين في المنصب
- 18 مارس – جوليان كاسترو رئيس فنزويلا.

### انتهاء فترة المنصب
- 15 مارس – خوسيه غريغوريو موناغاس رئيس فنزويلا.

## مواليد

### يناير
- 1 يناير – فيكتورينو ماركيز بوستيلوس

### أكتوبر
- 12 أكتوبر – سيبريانو كاسترو سياسي فنزويلي.[1]

## وفيات

### يوليو
- 15 يوليو – خوسيه غريغوريو موناغاس (مواليد 1795) سياسي فنزويلي.